# Stauntonia purpurea
Stauntonia purpurea là một loài thực vật có hoa trong họ Lardizabalaceae. Loài này được Y.C. Liu & F.Y. Lu miêu tả khoa học đầu tiên năm 1978.